# Abdul Qavi Desnavi
Abdul Qavi Desnavi né le 1er novembre 1930 à Desna, au Bihar, aux Indes britanniques et décédé le 7 juillet 2011, à Bhopal, en Inde, était un écrivain, critique, bibliographe et linguiste indien de langue ourdou. Il a écrit de nombreux livres sur la littérature ourdoue. Ses travaux portaient notamment sur Maulana Abul Kalam Azad, Mirza Ghalib et Allama Muhammad Iqbal,. Il a reçu plusieurs prix pour son travail littéraire.